# Спортивная гимнастика на летних Олимпийских играх 1960
Соревнования по спортивной гимнастике на летних Олимпийских играх 1960 года проводились в Термах Каракаллы среди мужчин и женщин.

## Общий медальный зачёт

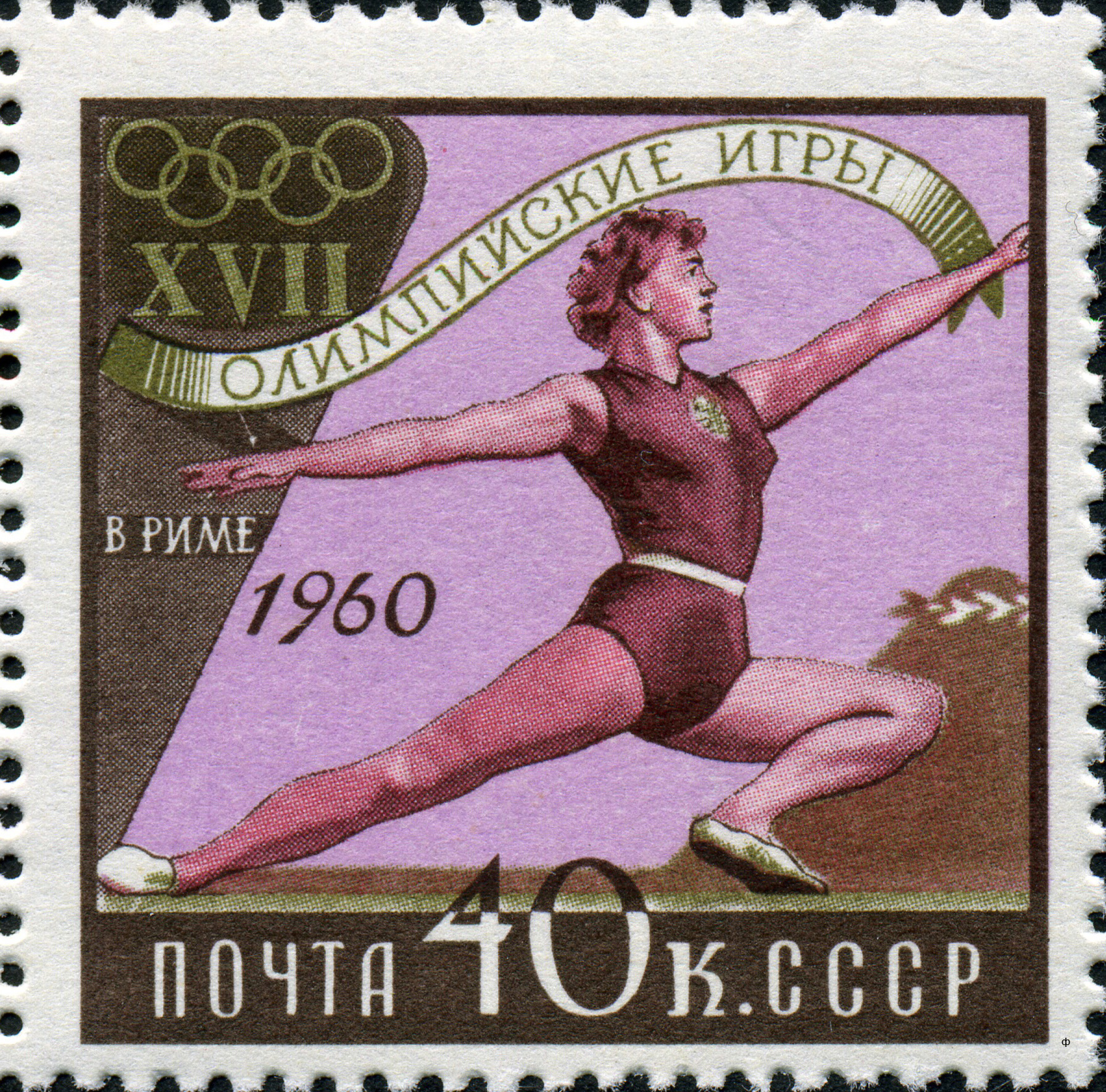
Почтовая марка 1960 год

| Место | Страна       | Золото | Серебро | Бронза | Всего |
| ----- | ------------ | ------ | ------- | ------ | ----- |
| 1     | СССР         | 10     | 8       | 8      | 26    |
| 2     | Япония       | 4      | 2       | 3      | 9     |
| 3     | Чехословакия | 1      | 1       | 0      | 2     |
| 4     | Финляндия    | 1      | 0       | 0      | 1     |
| 5     | Италия       | 0      | 1       | 2      | 3     |
| 6     | Болгария     | 0      | 0       | 1      | 1     |
| 6     | Румыния      | 0      | 0       | 1      | 1     |

## Медалисты

### Мужчины
| Дисциплина           | Золото                                                                                             | Серебро | Бронза |
| -------------------- | -------------------------------------------------------------------------------------------------- | --- | --- |
| Командное первенство | Япония · Такаси Оно · Сюдзи Цуруми · Масао Такэмото · Юкио Эндо · Нобуюки Аихара · Такаси Мицукури | СССР · Борис Шахлин · Юрий Титов · Альберт Азарян · Владимир Портной · Николай Милигуло · Валерий Кердемилиди | Италия · Анджело Викарди · Джованни Карминуччи · Паскуале Карминуччи · Джанфранко Марцолла · Франко Меникелли · Орландо Польмонари |
| Многоборье           | Борис Шахлин СССР                                                                                  | Такаси Оно Япония                                                                                             | Юрий Титов СССР |
| Вольные упражнения   | Нобуюки Аихара Япония                                                                              | Юрий Титов СССР                                                                                               | Франко Меникелли Италия |
| Конь                 | Эуген Экман Финляндия                                                                              | не присуждалась                                                                                               | Сюдзи Цуруми Япония |
| Конь                 | Борис Шахлин СССР                                                                                  | не присуждалась                                                                                               | Сюдзи Цуруми Япония |
| Кольца               | Альберт Азарян СССР                                                                                | Борис Шахлин СССР                                                                                             | Такаси Оно Япония |
| Кольца               | Альберт Азарян СССР                                                                                | Борис Шахлин СССР                                                                                             | Велик Капсызов Болгария |
| Опорный прыжок       | Борис Шахлин СССР                                                                                  | не присуждалась                                                                                               | Владимир Портной СССР |
| Опорный прыжок       | Такаси Оно Япония                                                                                  | не присуждалась                                                                                               | Владимир Портной СССР |
| Брусья               | Борис Шахлин СССР                                                                                  | Джованни Карминуччи Италия                                                                                    | Такаси Оно Япония |
| Перекладина          | Такаси Оно Япония                                                                                  | Масао Такэмото Япония                                                                                         | Борис Шахлин СССР |

### Женщины
| Дисциплина           | Золото | Серебро | Бронза |
| -------------------- | --- | --- | --- |
| Командное первенство | СССР · Лариса Латынина · Софья Муратова · Полина Астахова · Маргарита Николаева · Лидия Иванова-Калинина · Тамара Люхина | Чехословакия · Эва Босакова · Вера Чаславска · Матильда Матоушкова · Гана Ружичкова · Людмила Шведова · Адольфина Тачова | Румыния · Атанасия Ионеску · Элена Леуштяну · Сония Иован · Эмилия Вэтэшою · Элена Мэргэрит-Никулеску · Утта Поречану |
| Многоборье           | Лариса Латынина СССР | Софья Муратова СССР | Полина Астахова СССР                                                                                                  |
| Опорный прыжок       | Маргарита Николаева СССР                                                                                                 | Софья Муратова СССР | Лариса Латынина СССР                                                                                                  |
| Брусья               | Полина Астахова СССР | Лариса Латынина СССР | Тамара Люхина СССР |
| Бревно               | Эва Босакова Чехословакия                                                                                                | Лариса Латынина СССР | Софья Муратова СССР                                                                                                   |
| Вольные упражнения   | Лариса Латынина СССР | Полина Астахова СССР | Тамара Люхина СССР |